# Achyrostola
Achyrostola é um gênero de traça pertencente à família Agonoxenidae.